# 互联网研究专门工作组
互联网研究专门工作组（Internet Research Task Force）是一个由互联网架构委员会（IAB）授权对一些长期的互联网问题进行理论研究的组织。同IETF一样，IRTF有很多研究小组，分别针对不同的研究题目进行讨论和研究。

## 目标
通过建立许多集中的，长期的小型研究小组来促进对未来互联网发展的重要研究。这些研究方向包括互联网协议，应用，架构和技术等相关领域。

## 背景
互联网研究专门工作组的研究小组对互联网协议，应用，架构和技术等相关领域进行研究。研究小组需要有稳定长期（相对于小组的生命期而言）的成员关系以促进研究方向上的合作与协作。参与的形式为个人方式，而不是以组织的形式。
IRTF由IRTF主席与因特网研究指导组（IRSG）协商管理。IRSG成员包括IRTF主席，各研究小组的主席和一些其他的可能的来自研究团体的个人（占大多数）。lolol
IRTF主席由互联网架构委员会（IAB）（页面存档备份，存于）指定，研究小组的主席们是各小组的一部分，IRSG其余占大多数的成员由IRTF主席与其他IRSG成员协商选择，并由IAB批准通过。除了管理各研究小组外，IRSG还不时地组织专题研究组关注对互联网发展有重大意义的研究领域，更多的是一些普通小组，如：根据对互联网的观察讨论研究的优先权。
更多的关于IRTF研究小组指导方针和程序的描述可以参见 RFC 2014 (BCP 8)。

## 主席
Aaron Falk是现任IRTF主席；他的联系方式是irtf-chair@irtf.org。

## IRTF研究小组
目前活动的研究小组有：
- 反垃圾邮件研究小组（ASRG）
- Crypto论坛研究小组
- 延迟容许网络连接研究小组(DTNRG)
- 端到段研究小组
- 主机特征协议(HIP)
- 互联网测量研究小组
- IP移动优化（Mob Opts）研究小组
- 网络管理研究小组（NMRG）
- 点对点研究小组
- 路由研究小组
- 传输模型研究小组
- 互联网拥塞控制研究小组
- SDN研究工作组(SDNRG)